# テンション (曲)
「テンション」（Tension） はオーストラリアの歌手カイリー・ミノーグの楽曲で16枚目のスタジオ・アルバム『テンション』に収録されている。この曲はアルバムのセカンド・シングルとして2023年8月31日にBMGとミノーグの会社デアノートから発売された。「テンション」はミノーグ、アニヤ・ジョーンズ、カミーユ・パーセル、ジョン・グリーン、ダック・ブラックウェルと長年のコラボレーターであるリチャード・スタッナードによって制作された。

## 背景
2023年8月30日、リード・シングル「パダム・パダム」の発売と商業的成功の後にミノーグはアルバムのタイトル・トラックを31日にセカンド・シングルとして発売する事を発表した。

## 受容
リバティ・デュンウォースはNMEへの寄稿の中で曲を「ダンス・ミュージックにインスパイアされたトラックであり、曲からはミノーグは1990年代のハウス・ミュージックと2000年代のクラブ・クラシックスからのインスパイアに周波を合わせている事が分かる」と評した 。ステレオ・ガムのジェームス・レティグは曲の事を「小刻みに滑らかなダンス・ソング」と定義づけたが、前作「パダム・パダム」と比べてミームになるようなフックは無いとした。スラント・マガジンのアレクサ・キャンプは「テンション」について2007年のアルバム『X』に収録されている曲を思い出させると言い、アルバムの中でももっとも前向きなトラックだと語った。

## 商業的反応
「テンション」はARIAチャートで46位に初登場した。
イギリスではシングルのセールス・チャート、ダウンロード・チャート、フィジカル・チャートのそれぞれで1位になった。メインのシングルチャート（セールスとストリーミング数の合算）では19位に初登場し、ミノーグにとって同地での53曲目のトップ40シングルになった。

## ミュージック・ビデオ
曲のミュージック・ビデオは2023年9月1日に公開され、ソフィー・ミュラーが監督した。ビデオではミノーグが未来的なコントロール・ルームにおり、曲に合わせて踊るホログラムの巨大なミノーグを操っている。ビデオの最初にネオンとブロックハウスを混ぜ合わせような場所へと歩いてゆき、ビデオの最後ではその場所から同じように出ていく。

## フォーマットと収録曲
デジタル・ダウンロード / ストリーミング
1. テンション - 3:36
2. パダム・パダム – 2:46

CD / カセット・シングル
1. テンション – 3:36
2. テンション（エクステンデッド・ミックス） – 4:40

## チャート
| チャート (2023年)                             | 最高位 |
| --------------------------------------------- | ------ |
| オーストラリア (ARIA)                         | 46     |
| オーストラリア インディ (AIR)                 | 1      |
| カナダ デジタル・ソング・セールス (Billboard) | 47     |
| コロンビア (Monitor Latino)                   | 12     |
| クロアチア (HRT)                              | 28     |
| ドイツ ダウンロード (Official German Charts)  | 30     |
| グアテマラ (Monitor Latino)                   | 15     |
| アイルランド (IRMA)                           | 34     |
| イタリア インディ (Radiomonitor)              | 21     |
| ラトビア (EHR)                                | 8      |
| ラトビア エアプレイ (LAIPA)                   | 2      |
| マルタ (Radiomonitor)                         | 10     |
| ニュージーランド (RMNZ)                       | 10     |
| ニカラグア (Monitor Latino)                   | 2      |
| UK シングルス (OCC)                           | 19     |
| UK インディ (OCC)                             | 5      |
| US Hot Dance/Electronic Songs (Billboard)     | 18     |

## 発売日
| 地域   | 日付          | フォーマット                          | レーベル       | 出典   |
| ------ | ------------- | ------------------------------------- | -------------- | ------ |
| 全世界 | 2023年8月31日 | デジタル・ダウンロード ストリーミング | デアノート BMG | [ 5 ]  |
| 全世界 | 2023年9月7日  | CDシングル                            | デアノート BMG | [ 15 ] |
| 全世界 | 2023年9月12日 | カセット・テープ                      | デアノート BMG | [ 16 ] |